# Dora Emilia Mora de Retana
Dora Emilia Mora de Retana, née le 24 août 1939 dans la province de Guanacaste au Costa Rica, morte le 12 juillet 2001 à Cartago au Costa Rica, est une botaniste costaricienne.
Professeur à l'université du Costa Rica, elle est principalement connue pour son travail sur les orchidées. Elle est l'autrice d'un vaste catalogue des variantes de la fleur trouvées au Costa Rica, qui devient l'ouvrage majeur de référence sur la famille des Orchidacées dans le pays pendant plus de dix ans. Il existe au moins cinq espèces d'orchidées nommées en son honneur. Une plaque portant son nom est installée en 2011 au jardin botanique de Lankester en reconnaissance de ses contributions au développement de ce jardin botanique.

## Biographie

### Jeunesse, formation
Dora Emilia de Los Angeles Mora Monge naît le 24 août 1939 dans la province de Cartago, au Costa Rica,. Elle effectue ses études primaires à l'Escuela Sagrado Corazón de Jesús (l'École du Sacré-Cœur de Jésus), puis ses études secondaires dans l'école de du même nom. Pour ses études supérieures, elle s'inscrit à l'université du Costa Rica pour étudier la botanique ; elle y obtient son baccalauréat en biologie. Elle étudie sous la direction de Rafael Lucas Rodríguez, qui a développé l'étude académique et scientifique des orchidées du Costa Rica. Elle y obtient son doctorat en 1968, devenant ainsi l'un des premiers orchidologues formés académiquement dans le pays,. La thèse qu'elle soutient, Crecimiento y desarrollo del ápice del vástago vegetativo y de la hoja de Acnistus arborescens Schltdl (Croissance et développement de l'apex de la tige végétative et de la feuille d'Acnistus arborescens Schltdl), s'attache à l'étude d'un type de Solanacées,.

### Carrière
Dora Emilia Mora devient en 1969 titulaire de la chaire des principes fondamentaux de biologie à l'université du Costa Rica (UCR), puis elle prend en 1973 la responsabilité de la chaire de biologie générale. En 1978, elle est promue à la chaire de botanique générale ; l'année suivante, elle est nommée comme première directrice du jardin botanique de Lankester à Cartago. Sous sa direction, cet établissement privé d’orchidées devient un véritable jardin botanique et un centre de recherche. Elle développe la première infrastructure du jardin botanique, coordonne son aménagement paysager, et invite les scientifiques à mener des activités de recherche. On lui attribue largement la renommée internationale de l'établissement,,.
Elle collabore en 1984 avec Robert Louis Dressler pour préparer le premier cours d'orchidologie à l'université du Costa Rica,. En 1992, elle publie avec Joaquín Bernardo García-Castro (es) Lista actualizada de las orquídeas de Costa Rica (Liste actualisée des orchidées du Costa Rica), le premier catalogue d'orchidées du Costa Rica imprimé depuis 1937. Leur travail comprend notamment l'identification de quarante-six nouveaux genres et de quatre cent soixante-sept nouvelles espèces identifiées depuis que Paul Standley avait publié Flora of Costa Rica. Ce travail minutieux devient l'ouvrage de référence pour tous les chercheurs souhaitant étudier la famille des Orchidacées au Costa Rica pour la décennie suivante. Son travail avec d'autres scientifiques conduit en 1989 à inclure 300 illustrations d'orchidées du Costa Rica, dont la plupart des échantillons se trouvent dans le Jardin botanique Lankester, dans la série Icones Plantarum Tropicarum. Elle est également co-autrice du livre de 1999 de John T. Atwood, Flora costaricensis, sur la tribu d'orchidées Maxillarieae originaires du Costa Rica, qui est sa contribution la plus importante à la taxonomie des orchidées.

### Mort et postérité
En 2000, l'année avant sa mort, Dora Emilia Mora de Retana reçoit un diagnostic de sclérose latérale amyotrophique, communément connue sous le nom de maladie de Lou Gehrig, ce qui l'incite à prendre sa retraite anticipée.
De nombreuses nouvelles espèces d'orchidées sont nommées en son honneur, notamment : epidendrum mora-retanae (sv) nommées par Eric Hágsater, kefersteinia retanae (sv) identifiées par Günter Gerlach (es), sobralia doremiliae (sv) enregistrées par Robert Louis Dressler, stelis morae (sv) décrites par Carlyle A. Luer et telipogon retanarum (sv) distinguées par Calaway H. Dodson et Rodrigo Escobar.
L'université du Costa Rica lui érige en 2011 une plaque commémorative dans le jardin botanique Lankester.

## Principales publications
Dora Emilia Mora de Retana a publié plus de 25 articles scientifiques concernant principalement les orchidées. Ses principales publications sont :
- (es) Dora E. Mora de Retana et Joaquín B. García, Lista actualizada de las orquídeas de Costa Rica, San José, Costa Rica, Museo Nacional de Costa Rica, 1992 (OCLC 43409456).
- John T. Atwood et Dora Emilia Mora de Retana, Flora costaricensis. Family #39 Orchidaceae, tribe Maxillariaceae, subtribes Maxillariinae and Oncidiinae, vol. 40, Chicago, Illinois, Field Museum of Natural History, coll. « Botany: New Series », 1999 (OCLC 266719624, lire en ligne).